# Doren
Doren è un comune austriaco di 1 027 abitanti nel distretto di Bregenz, nel Vorarlberg.